# Ruperto Chapí
Ruperto Chapí Lorente (Villena, 27 marzo 1851 – Madrid, 25 marzo 1909) è stato un compositore spagnolo, particolarmente attivo nelle zarzuele.
È particolarmente legato alla città di Villena dove nacque, e dove gli sono dedicati un monumento, un parco, una scuola e il teatro lirico (Teatro Chapí).
Nel 1896 avviene la prima nella seconda versione di I lupi marini (Los lobos marinos) e di Le tentazioni di S.Antonio (Las tentaciones de San Antonio) al Teatro Costanzi di Roma.

## Lavori

### Concerti
- Sinfonía en Re (1879)[1][2]
- Fantasía Morisca (1873/1879)
- Combate de Don Quijote contra las Ovejas - Scherzo (1869)

### Zarzuele e opere
- Música clásica, zarzuela in un atto (1880)
- La tempestad, zarzuela in tre atti (1882)

- La bruja, zarzuela in tre atti (1887)
- El milagro de la Virgen, zarzuela in tre atti (1884)
- El rey que rabió, zarzuela in tre atti (1891)
- Curro Vargas, zarzuela in tre atti (1898)
- El tambor de granaderos, zarzuela in un atto (1894)
- La revoltosa, zarzuela in un atto (1897)
- La chavala, zarzuela in un atto (1898)
- El barquillero, zarzuela in un atto (1900)
- El puñao de rosas, zarzuela in un atto (1902)
- La venta de Don Quijote, zarzuela in un atto (1902)
- La patria chica, zarzuela in un atto (1907)
- Margarita la tornera, opera in tre atti (1909)